# غابرييل سارجسيان
غابرييل إدواردي سارجسيان (أرمنية: Գաբրիել Էդուարդի Սարգսյան ، غابرييل إدواردي سركسيان؛ من مواليد 3 أيلول / سبتمبر 1983) هو كبير الشطرنج الأرميني. كان عضوًا في الفريق الأرمني الفائز بالميدالية الذهبية في أولمبياد الشطرنج في أعوام 2006 و2008 و2012 وفي بطولة العالم للشطرنج في عام 2011. حصل سرجيسيان على ميدالية خوريناتشي في يونيو 2006  وحصل على درجة الماجستير المكروبة لقب الرياضة لجمهورية أرمينيا في عام 2009.

## السنوات المبكرة
ولد سرجسيان في يريفان في 3 سبتمبر 1983، وتعلم الللعب على الشطرنج من قبل جده عندما كان في السادسة. فاز ببطولة الشطرنج العالمية للشباب (أقل من 14 عامًا) في عام 1996 وبطولة الشطرنج الأوروبية للشباب (أقل من 16 عامًا) في عام 1998. في نفس العام أصبح ماجستير دوليًا.

## الوظيفة

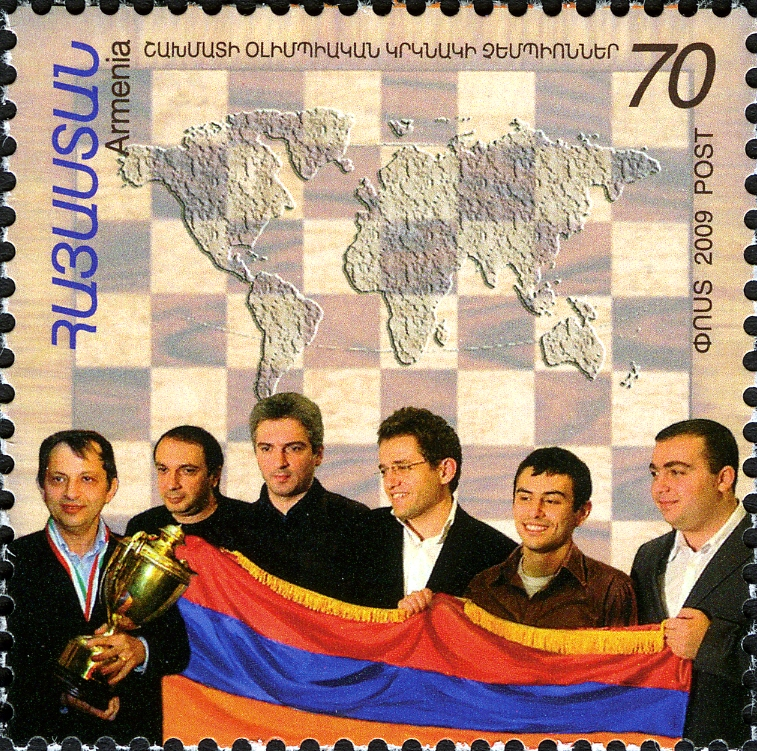
سرجسيان (الثاني من اليمين) مع زملائه في فريق أولمبياد 2008 على طوابع عام 2009 لأرمينيا

فاز سرجيسيان ببطولة الشطرنج الأرمنية في عامي 2000 و2003. شارك في بطولة بطولة العالم للشطرنج العالمية 2004، ولكن تم إقصائه في الجولة الأولى من قبل سيرجي تيفياكوف. انتصر سرجيسيان في ريكيافيك 2006  ودبي 2006. في بطولة دبي المفتوحة الثامنة في عام 2006، سجل سرجيسيان 7/0 نقطة ليتقاسم المركز الأول مع سيرجي فيدورشوك ومواطنه تيغران إل بيتروسيان. في عام 2007 فاز في مهرجان روي لوبيز (زافرا، إسبانيا، 16-25 مارس) مع الانتهاء من 6.5 / 7، بفارق نقطة ونصف عن بقية اللاعبين، بما في ذلك لاعبين معينين بونوموريوف، ساسيكيران، I. سوكولوف. وفاز سرجيسيان على ريبي لوبيز ميموريال 2007 في الظفرة بهامش هائل بواقع نقطتين وبتصنيف 3021. وجاء في المركز الثالث في 2008 روي لوبيز الدولية الثانية في ميريدا مع 4.5 / 7 نقطة. في عام 2009، احتل المركز الأول في بطولة شيكاغو المفتوحة الثامنة عشرة. تأهل لكأس العالم للشطرنج 2009 وطرقه لي تشاو في الدور الأول. وفاز سرجيسيان ببطولة شيكاغو المفتوحة لعام 2012 برصيد 7.0 / 9 نقاط.
فازت أرمينيا بأوليمبياد الشطرنج لأول مرة في أولمبياد الشطرنج السابع والثلاثين. لعب سرجسيان على متن خمسة في الأولمبياد. فاز فريق الشطرنج الوطني في أرمينيا بالذهبية قبل الصين والولايات المتحدة.
فاز سرجيسيان بأولمبياد الشطرنج رقم 38 في دريسدن مع فريق الشطرنج الوطني الأرمني، حيث فاز بالذهبية للمرة الثانية على التوالي في أولمبياد الشطرنج. لعب على متن الطائرة الثلاثة وهزم ألكسندر جريشوك، وهو الفوز الوحيد في مباراة مع روسيا، مما وضع أرمينيا في الصدارة. انتهت أرمينيا بالفوز بفارق نقطة واحدة على إسرائيل. حضر الرئيس الأرمني سيرج سركسيان الأولمبياد لدعم الفريق. بعد الأولمبياد، عادوا إلى أرمينيا معه على متن الطائرة الرئاسية، سلاح الجو أرمينيا 
فاز فريق الشطرنج الوطني الأرميني ببطولة العالم للشطرنج للمرة الأولى في عام 2011. وقد لعب سرجسيان على متن الطائرة الأربعة.
استعادت أرمينيا وسارجسيان لقب الأولمبياد في أولمبياد الشطرنج الأربعين. وكانت هذه ثالث مرة تحصل فيها أرمينيا على الميدالية الذهبية في الأولمبياد. ومع حصول اللاعبين على ميداليات ذهبية، تم عزف النشيد الوطني الأرمني مير هايرينيك وترعرع العلم الأرميني في إسطنبول. كما كان ليفون أروني يحمل العلم الأرمني حيث كان هو وفريقه يقفون على المنصة الأولى. عند عودته إلى يريفان، تم الترحيب باللاعبين مرة أخرى بحفل من قبل العديد من الناس في المدينة لحظة هبوط الطائرة في مطار زفارتنوتس.
في عام 2014، تعادل سرجيسيان في المركزين الأول والثاني مع بريادهارشان كانابان في بطولة شيكاغو المفتوحة الثالثة والعشرين. في عام 2015 تعادله مع 1 - 3 معبي.هاريكريشناو لورنت فريسينت في 2 بطولة بوكيرستار جزيرة مان الدولية للشطرنج في دوغلاس، جزيرة مان. في نوفمبر 2017، فاز سرجيسيان بالميدالية الفضية للأداء الفردي على اللوحة 3 مع 2797 نقطة، و 6.5 / 9 درجة (+4، = 5) في بطولة الشطرنج الأوروبية للفريق. في ديسمبر 2017، شارك في المركزين الأول والثالث معهرانت ملكاميان وسيباستيان مازيفي المركز التاسع CTS لندن الشطرنج كلاسيك FIDE مفتوحة.
في شباط / فبراير 2018، شارك في برنامج إيروفلوت أوبن. أنهى الثامنة من أصل اثنين وتسعين،  سجل 6/9 (+ 3-0 = 6).

## مسابقات الفرق
لعب سرجسيان لأرمينيا في أولمبياد الشطرنج لعام 2000 و2002 و2004 و2006 و2008 و2010 و2012. وفاز بالميدالية البرونزية في عامي 2002 و2004 وفاز بالميدالية الذهبية في 2006 و2008 و2012. في أولمبياد الشطرنج لعام 2008 فاز الميدالية الذهبية لأدائه الفردي على متن ثلاث (+7 −0 = 4 مع تصنيف أداء إيلو من 2869). كان عضوًا في الفريق الأرمني الفائز بالميدالية الذهبية في بطولة العالم للشطرنج في نينغبو عام 2011. كما لعب لأرمينيا في بطولة الشطرنج الأوروبية للفريق لعام 2007 و2009 و2011 و2013 و2015، والفوز بالميدالية الفضية في عامي 2007 و2015، والذهبية الفردية في عام 2009. لعب سرجيسيان في «ميكا يريفان» في كأس الشطرنج الأوروبي في 2008 و2009 و2010 و2011 ولعب لـ «CA لينكس ماجيك ميردا» (أسبانيا) في كأس أوروبا للشطرنج 23 في كيمير 2007، حيث فاز بالميدالية الذهبية للفريق.

## جوائز
في يونيو 2006 حصل سرجيسيان على ميدالية خوريناتشي،  في ديسمبر 2009 ميدالية الخدمات المقدمة للوطن الأم وفي يوليو 2012 وسام الشرف لجمهورية أرمينيا.

## مدرسة الشطرنج
في عام 2012، بالتعاون مع ليفون أرونيان، أسس سارجسيان مدرسة للشطرنج في يريفان، حيث يمكن أن يدرس معظم لاعبي الشطرنج الموهوبين الذين تتراوح أعمارهم بين 10 و 18 عامًا.

## الحياة الشخصية
سرجسيان متزوج من ليانا أفويان، خريجة الجامعة الوطنية الأرمنية الزراعية. عُقد حفل الزفاف في 28 يونيو 2013 في كاتدرائية القديس سركيس، يريفان، مع حضور الرئيس الأرمني سيرج سركسيان.

## ألعاب الشطرنج الملحوظة
- غابرييل سرجيسيان مقابل إيتينى باكروت، تش وورلد (تحت 14) 1996، الدفاع الحديث: فرسان، تغيير سوتليس (B06)، 1-0
- غابرييل سرجيسيان ضد ميليكست خاشيان، بانمورمو زد 1998، جروينفيلد الدفاع: تبادل التغيير، الهجوم الناداني (D85) 1-0
- إيغور كورناسوف ضد غابرييل سارجسيان، بطولة أوروبا السادسة الفردية 2005، اللعبة الإيطالية: إيفانز غامبيت، تارتاكوار أتاك (سي 52) 0-1
- غابرييل سرجيسيان ضد ماركو تراتار، بطولة أوروبا للشطرنج 2007، دفاع كنغ الهندي: فيانشيتو فارايشن، بنيامين ديفانس (إي 60)، 1-0
- إيان نيبومنياختشي ضد غابرييل سارجسيان، مهرجان أيروفلوت السادس 2007, لعبة المركز: بولسن هجوم التغيير (C22), 0-1
- نويباور ضد غابرييل سارجسيان، بطولة الشطرنج الأوروبية عام 2007، مباراة إسبانية: برلين ديفوار، ريو جامبيت مقبول (C67)، 0-1
- غابرييل سرجيسيان مقابل الكسندر جريشوك، 2008. 2008، الدفاع الملكي للملكة: فيانشيتو، نمزويتش التغير (E15)، 1-0
- غابرييل سرجيسيان مقابل سيرجي كاراجاكين، فيداي بطولة العالم للبطولة عام 2015، ركلة الملكة رفضت: تغيير هاستينغز (D30)، 1-0

## وصلات خارجية
- Gabriel Sargissian chess games at 365Chess.com
- غابرييل سارجسيان على موقع الاتحاد الدولي للشطرنج (الإنجليزية)
- غابرييل سارجسيان على موقع مباريات الشطرنج (الإنجليزية)
- غابرييل سارجسيان على موقع 365Chess.com (الإنجليزية)
- غابرييل سارجسيان على موقع Chesstempo.com (الإنجليزية)
- غابرييل سارجسيان على موقع الاتحاد الأمريكي للشطرنج (الإنجليزية)
- غابرييل سارجسيان سجل أولمبياد الشطرنج على موقع OlimpBase.org (الإنجليزية)
- Gabriel Sargissian team chess record at OlimpBase
- Biography of Gabriel Sargissian